# فرودگاه ویزئو
فرودگاه ویزئو  (به انگلیسی: Viseu Airport) (به زبان بومی: Aeródromo de Viseu) یک فرودگاه   با کد یاتا VSE است که یک باند فرود آسفالت دارد. این فرودگاه در شهر ویزئو کشور پرتغال قرار دارد .